# Ditzingen (stacja kolejowa)
Ditzingen – stacja kolejowa w Ditzingen, w kraju związkowym Badenia-Wirtembergia, w Niemczech. Znajdują się tu 2 perony.